# Tipula bicornis
Tipula bicornis är en tvåvingeart som beskrevs av Forbes 1890. Tipula bicornis ingår i släktet Tipula och familjen storharkrankar. Inga underarter finns listade i Catalogue of Life.